# امیرآباد۵۶
امیرآباد۵۶، روستایی از توابع بخش مرکزی، شهرستان سروستان در استان فارس ایران است.

## جمعیت
این روستا براساس سرشماری مرکز آمار ایران در سال ۱۳۸۵، جمعیت آن ۴۰ نفر بوده‌است.